# Pandemiemüdigkeit
Die Weltgesundheitsorganisation (WHO) definierte im Oktober 2020 Pandemiemüdigkeit (englisch: Pandemic fatigue) in länger anhaltenden Pandemiephasen als „eine natürliche und zu erwartende Reaktion auf anhaltende, unbewältigte Widrigkeiten im Leben der Menschen. Sie äußert sich in Form einer fehlenden Motivation, schützende Verhaltensweisen zu befolgen und sich entsprechend zu informieren, sowie durch ein Gefühl von Bequemlichkeit, Distanzierung und Hoffnungslosigkeit. Pandemiemüdigkeit entwickelt sich allmählich mit der Zeit und wird durch das kulturelle, soziale, strukturelle und legislative Umfeld beeinflusst.“ Hans Kluge, Regionaldirektor der WHO für Europa, betonte im Mai 2021, dass sich Pandemiemüdigkeit vor allem in den Formen „Verhaltenserschöpfung“ und „Informationserschöpfung“ manifestiere und eine Gefahr für die seelische Gesundheit darstelle.
Im April 2021 definierte Robert Böhm, Professor für Angewandte Sozialpsychologie und Verhaltenswissenschaft an der Universität Kopenhagen, Pandemiemüdigkeit als „graduell über die Zeit ansteigende[n] Motivationsverlust[,] den [p]andemiebezogenen Verhaltenmaßnahmen zu folgen und den Informationen zur Pandemie und Pandemiebekämpfung zu folgen.“

## Pandemiemüdigkeit während der COVID-19-Pandemie
In diversen europäischen Medien kursierte im November 2020 die Meldung, dass laut WHO 60 % der Europäer „pandemiemüde“ seien. Ein Problem stelle es vor allem dar, wenn Menschen so demotiviert und apathisch würden, dass sie aufhörten, sich um die Regeln zu kümmern, selbst wenn sie wüssten, dass die Infektionen auf dem Vormarsch sind. Tatsächlich hatte Hans Kluge auf einer Tagung der WHO im Oktober 2020 gesagt: „Auf Grundlage von aggregierten Umfragedaten aus den Ländern der gesamten Region können wir – wenig überraschend – feststellen, dass die Müdigkeit unter den Befragten zunimmt. Auch wenn die Müdigkeit auf unterschiedliche Weise gemessen wird und das jeweilige Ausmaß in den Ländern sehr unterschiedlich ausfällt, sind Schätzungen zufolge in einigen Fällen mehr als 60 % der Bevölkerung betroffen.“

### In einzelnen Ländern

#### Deutschland
Das Ausmaß der Pandemiemüdigkeit während der COVID-19-Pandemie in Deutschland wird von dem Projekt COSMO („COVID-19-Snapshot-Monitoring“) durch Befragungen regelmäßig ermittelt. Ausgangspunkt der empirischen Erhebungen von COSMO ist die Aussage: „Pandemiemüdigkeit oder pandemic fatigue wird von der WHO (2020) beschrieben als geringe Risikowahrnehmung, geringe Bereitschaft, sich zu informieren und weniger Schutzverhalten.“  COSMO fragt in seiner Panelstudie regelmäßig nach dem Grad der Zustimmung zu den folgenden Aussagen:
- Ich habe die COVID-19-Diskussionen in Fernsehsendungen, Zeitungen, Radiosendungen usw. satt.
- Ich fühle mich überfordert, alle Verhaltensvorschriften und Empfehlungen zu COVID-19 zu befolgen.
- Ich bin es leid, von COVID-19 zu hören.
- Ich habe es satt, mich einzuschränken, um die COVID-19-Risikogruppe zu schützen.
- Wenn Freunde oder Familienmitglieder über COVID-19 sprechen, versuche ich das Thema zu wechseln, weil ich nicht mehr darüber sprechen möchte.
- Ich verliere meinen Elan, gegen COVID-19 anzukämpfen.[9]

COSMO stellte im Januar 2021 fest, dass der Anteil der Befragten mit starker Pandemiemüdigkeit in Deutschland seit dem Jahreswechsel 2020/2021 deutlich zugenommen habe (von 19,1 % am 29. Dezember 2020 auf 27,7 Prozent am 21. Januar 2021). Der Anteil derer, die auf Maßnahmen, deren Sinn sie nicht einsehen, mit Reaktanz reagierten, sei, so COSMO, seit dem Jahreswechsel von 24 auf 32 % gestiegen. Für die Woche 37 (23./24. Februar 2021) fasste COSMO die Lage folgendermaßen zusammen: „Die Mehrheit der Befragten denkt, das Leben wird frühestens in anderthalb Jahren wieder so wie vor der Pandemie – möglicherweise auch nie. Die Mehrheit rechnet schon bald mit einer dritten Welle. Fast ein Drittel ist pandemiemüde.“ Am 21. Mai 2021 teilte COSMO mit, dass der Anteil Befragter mit starker Pandemiemüdigkeit bis Mitte März 2021 gestiegen und seitdem stabil sei.
Im Juli 2021 stellte COSMO fest, dass alle Formen von Schutzverhalten gegen eine Infektion mit SARS-CoV-2 tendenziell seltener praktiziert würden, obwohl 62 Prozent der Befragten davon ausgingen, dass es in den folgenden Wochen wieder mehr Infektionen geben werde.
Volker Königkrämer prägte in einem Artikel über die Konferenz der Bundeskanzlerin und der Ministerpräsidenten zur COVID-19-Lage in Deutschland am 18. November 2021 den Begriff „mütend“. Die Mehrheit der Deutschen sei wegen der unerwartet langen Dauer der Pandemie „müde“, zugleich aber auch wütend über das (wie Königkrämer es sieht) Versagen der Politiker.

#### Österreich
Das Team der Forschungsgruppe „Zeitgenössische Solidaritätsstudien (CeSCoS)“ der Universität Wien führt seit April 2020 eine qualitative Interviewstudie durch (Titel der Studie: „Solidarität in Zeiten einer Pandemie – Was machen Menschen und warum? Kurz: SolPan“). Im April und Oktober 2020 wurden in ausführlichen Telefoninterviews dieselben 80 Personen aus Österreich gefragt, wie sie mit den Einschränkungen und Herausforderungen während der Pandemie umgehen. Bei den meisten Interviewten habe die hoffnungsvolle Einschätzung im Frühjahr 2020 einer sorgenvollen Stimmung im Herbst 2020 Platz gemacht. Unklare oder nicht nachvollziehbare Maßnahmen zur Pandemie-Bekämpfung hätten bei vielen zu Unverständnis, Nicht-Akzeptanz oder Nicht-Befolgung der betreffenden Maßnahmen geführt. Viele seien frustriert darüber, dass wissenschaftliche Erkenntnisse zum Virus und dessen Ausbreitung oftmals ungesichert seien.  Viele Interviewte wünschten sich nicht nur Maßnahmen zum Schutz der Gesundheit und zur Unterstützung der Wirtschaft, sondern auch Maßnahmen gegen die vielfältigen negativen sozialen Folgen der Pandemie.

#### Dänemark
Auch in Dänemark werden regelmäßige Befragungen von Einwohnern durch COSMO durchgeführt.

### Gegenmaßnahmen
Hans Kluge empfahl auf einer Tagung der WHO im Oktober 2020 Wissenschaftlern und Politikern einen Wechsel der Kommunikationsstrategie der Öffentlichkeit gegenüber, einen „mutige[n] Ansatz, bei dem Empathie im Mittelpunkt steht“. Regelmäßig müsse man
- den „Puls der Gemeinschaft fühlen und sich die daraus ergebenden Erkenntnisse zunutze machen“,
- die Bevölkerung in die Gestaltung einbeziehen (Anerkennung der Bevölkerung sei eine wichtige Ressource) und
- den „Bedürfnissen auf neue, innovative Weise gerecht werden“.[7]

Hannes Zacher riet im November 2020 den Politikern von Bund und Ländern, nicht nur Virologen, sondern verstärkt auch Psychologen und Soziologen in die Einschätzung der COVID-19-Gesamtlage einzubeziehen und noch stärker als bisher die Perspektiven von Kindern und älteren Menschen zu hören. Denn die „Verschärfung des Lockdowns Light trifft vor allem alleinstehende und kranke Menschen, aber auch Familien.“

## Kritik an der Übersetzung des Begriffs „Pandemic Fatigue“
Der Sprachwissenschaftler Eric Wallis bewertet das deutsche Wort Pandemiemüdigkeit als „misslungene Übersetzung“ des englischen Wortes „Pandemic fatigue“. Während „Fatigue“ als Fachausdruck den Zustand einer starken krankheitsbedingten Erschöpfung bezeichne, lasse der Wortbestandteil „Müdigkeit“ die Konnotation zu, dass es bei dem von ihr Betroffenen ausreiche, (durch hinreichend viel Schlaf) neue Kraft zu gewinnen. Eine derart einfache Lösung gebe es aber im Fall einer „Pandemic fatigue“ nicht.

## Verwandte Konzepte
Mathematische Statistiker der Universität Tromsø verwendeten den Ausdruck „Intervention Fatigue“ für das Zögern politisch Verantwortlicher, notwendige Maßnahmen zu ergreifen (bezogen auf die zweite Welle der COVID-19-Pandemie im Herbst 2020 und im Winter 2020/2021 in Europa).